# مو مارلي
مو مارلي (بالإنجليزية: Mo Marley)‏ هي مدربة كرة قدم ولاعبة كرة قدم بريطانية، ولدت في 31 يناير 1967 في ليفربول في المملكة المتحدة. شاركت مع منتخب إنجلترا لكرة القدم للسيدات. أما مع النوادي، فقد لعبت مع نادي إيفرتون للسيدات.

## وصلات خارجية
- مو مارلي على موقع قاعدة بيانات كرة القدم.إي يو (الإنجليزية)
- مو مارلي على موقع عالم كرة القدم.نت (الإنجليزية)